# Карлос Лопес (Гвинея-Бисау)
Карлос Лопес (Carlos Lopes) е председател на икономическата комисия на ООН за Африка.

## Биография
Роден е в Гвинея-Бисау.
Завършва докторска степен по история от Университета на Париж-I Пантеон-Сорбона и магистратура от Женевския институт за международни науки и развитие. Има и почетна докторска титла по социални науки от Университета „Кандидо Мендес“ (Cândido Mendes) в Рио де Жанейро, Бразилия. 
Работи в публичния сектор в родината си в сферите на научните изследвания, дипломацията иплануването. През 1988 г. се присъединява към Програмата на ООН за развитие (UNDP) като икономист. Там заема ред позиции, включително заместник-директор на Офиса за евалуация и стратегическо плануване, постоянен представител в Зимбабве, както и депутат и по-късно директор на Бюрото за политика за развитие в Ню Йорк. Управлява глобалната програма на UNDP с портфолио от 1 млрд. щатски долара. През юни 2003 г. става координатор и представител на UNDP в Бразилия – най-голямата програма на UNDP по това време. 
Специализира в развитие и стратегическо плануване и е автор на 22 книги. Преподавал е в университети и академични институции в Лисабон, Коимбра, Цюрих, Упсала, Мексико Сити, Сао Пауло и Рио де Жанейро. Свързан е с ред академични мрежи и е съосновател на различни неправителствени организации и центрове на социални изследвания, най-вече в Африка. През август 2008 г. е избран за член на Лисабонската академия на науките в Португалия. Служил е като член на управителните съвети или съветнически и редакторски съвети на няколко институции, сред които са Университета на ООН, Фондацията „Кофи Анан“, Международния институт за образователно плануване на ООН, Международния център за приспособяване в Бон, Швейцарската мрежа за международни изследвания, Лисабонския университетски институт ISCTE, Институто Етос, Федералната политехника в Лозана, Международния комитет за награда за развитие „Крал Баудоин“ и журнали като Géopolitique Africaine, African Sociological Review, African Identities и Cooperation South Journal. 
Служи като асистент генерален секретар на ООН и директор по политическите въпроси в директорския кабинет на генералния секретар. От 1 март 2007 до 2012 г. работи като изпълнителен директор на Института за трейнинг и научни изследвания на ООН (United Nations Institute for Training and Research (UNITAR)) на ниво асистент генерален секретар. От ноември 2007 г. служи като директор на Колежа за системен персонал на ООН (United Nations System Staff College (UNSSC)), паралелно назначение, което получава от генералния секретар – Бан Ки-мун. 
От 2012 г. е председател на икономическата комисия на ООН за Африка. 